# Cherubino Alberti
Pour les articles homonymes, voir Alberti.

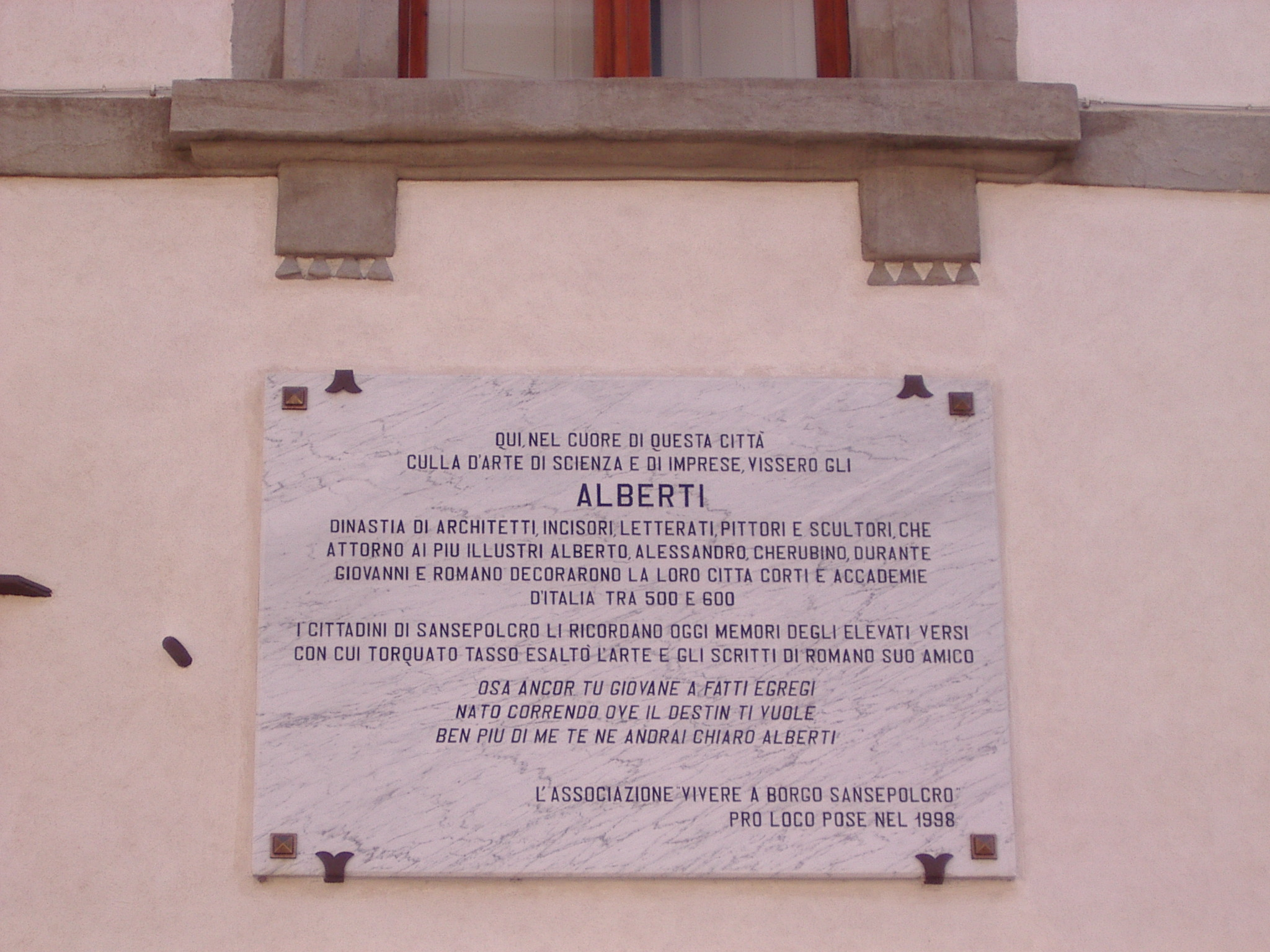
Plaque commémorative à Sansepolcro.

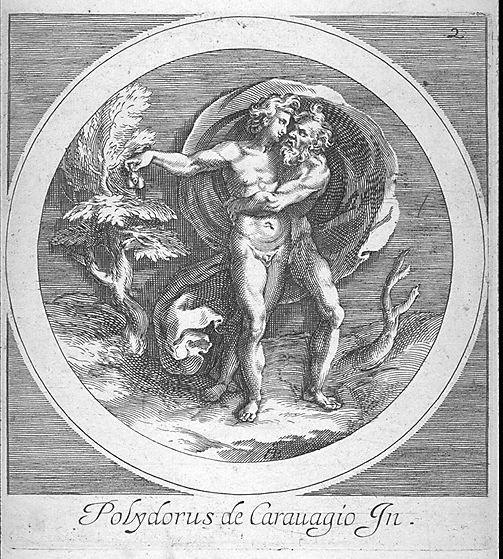
Giove bacia Ganimede de Cherubino Alberti, d'après Polidoro da Caravaggio.

Cherubino Alberti, dit le Borghegiano, né le 24 février 1553 à Borgo Sansepolcro (Toscane) et mort à Rome le 18 octobre 1615, est un peintre, graveur et ingénieur militaire italien.

## Biographie
Zaccaria Mattia Alberti est né à Borgo Sansepolcro, en Toscane, et de ce fait il est surnommé le Borgheggiano. Issu d'une famille d'artistes, il est le second fils du sculpteur Alberto Alberti. Ses frères Alessandro Alberti et Giovanni Alberti ont été également des artistes.
Il étudie à Rome auprès de Cornelis Cort et travaille comme graveur ensuite par l'étude des œuvres d'Agostino Carracci et de Francesco Villamena. Il réalise ses œuvres d'après les créations d'autres artistes. Entre 1571]et 1575, il grave d'après des œuvres de Federico et Taddeo Zuccari. Au cours des dix années suivantes, ses gravures incluent des œuvres réalisées à partir des créations de Raphaël, Michel-Ange, Polidoro da Caravaggio, Andrea del Sarto, Rosso Fiorentino, Marco Pino, Pellegrino Tibaldi, et Cristofano Gherardi. Il a également produit des œuvres inspirées par des statues antiques.
Par la suite, Cherubino Alberti décore des palais et des églises avec des peintures à fresque. Son œuvre la plus célèbre, réalisée avec son frère Giovanni, est la fresque qui décore la Sala Clementina, au Vatican. Il peint aussi pour l'église Santa Maria in Via Lata.
À sa mort avenue à Rome le 18 octobre 1615, Cherubino Alberti était directeur de l'Académie de Saint-Luc, une association d'artistes de Rome. Il est enterré dans le tombeau familial à l’église Sainte-Marie-du-Peuple à Rome.

## Œuvres
Plus de 180 gravures sont attribuées à Alberti.
- Portrait du pape Grégoire XIII.
- Sainte Susanne reposant contre un piédestal, avec une épée.
- Saint Jérôme méditant sur le Crucifix.
- La Crucifixion d'après Michel-Ange, 1575.
- Saint André portant sa Croix, 1580.
- Deux autres tableaux, du Jugement Dernier, 1591.
- Charon, avec deux autres images, 1575.
- Prométhée dévoré par un vautour, 1580.
- Pietà, d'après la sculpture de Michel-Ange.
- La Création, Adam et Ève chassés du Paradis d'après Polidoro da Caravaggio, trois tableaux.
- La Mort des enfants de Niobé, cinq tableaux.
- L'Enlèvement des Sabines.
- Le Triomphe de Camille, dans le style antique.
- Pluton tenant une torche.
- Fortune debout sur une coquille.
- La Présentation au Temple, La Résurrection, et La Sainte Famille, 1582, d'après Raphaël.
- Jupiter et Ganymède, d'après Raphaël, 1580.
- Les Grâces et Vénus quittant Cérès et Junon, d'après Raphaël.
- L'Adoration des mages, 1574, La Transfiguration, le Christ priant sur la montagne, 1574, et la Lapidation d'Étienne, d'après Le Rosso.
- Le Baptême de notre Sauveur par saint Jean, 1574, et Le Miracle de saint Philippe Benizzo, d'après Andrea del Sarto.
- Tobie et l'Ange, d'après Pellegrino Tibaldi, 1575.
- Christ en prière dans le jardin, d'après Perino del Vaga.
- L'Adoration des bergers, 1575, La Sainte Famille, La Flagellation du Christ, Conversion de saint Paul, et L'Assomption de la Vierge, d'après Taddeo Zuccari.
- L'Assomption et le couronnement de la Vierge, 1572, d'après Federico Zuccari.